# El Colacho

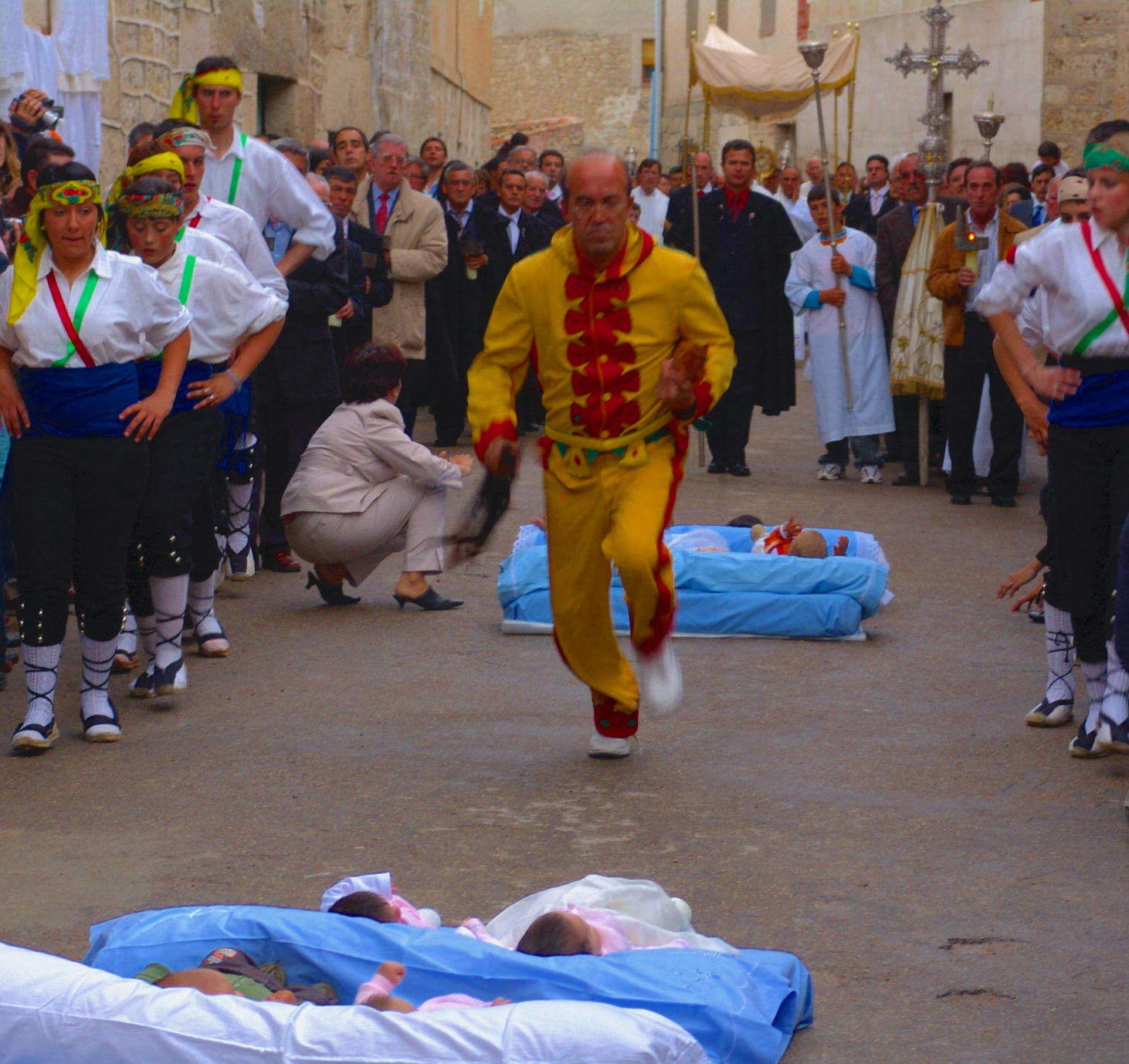
Män i Spanien klär ut sig till djävulen och hoppar över bebisar.

El Colacho är en traditionell spansk vana som går tillbaka till 1620, som äger rum årligen för att fira den katolska högtiden Corpus Christi i byn Castrillo de Murcia nära Burgos. 
Under akten - känd som El Salto del Colacho (djävulens hopp) eller bara El Colacho - hoppar män, utklädda till djävulen, över bebisar som föddes under de föregående tolv månaderna av året, som ligger på madrasser på gatan.
Festivalen har beräknats som den farligaste i världen. Ursprunget till traditionen är okänt, men akten sägs rena bebisarna från arvssynd, ge dem en säker passage genom livet och skydda dem från sjukdomar och onda andar. 